# New Empire, Vol. 1
New Empire, Vol. 1 je šesté studiové album americké rap rockové skupiny Hollywood Undead. Vyšlo 14. února 2020 prostřednictvím Dove & Grenade Media a BMG. Produkoval jej Matt Good. Hollywood Undead vydali 25. října 2019 hlavní singl nesoucí název „Already Dead“. Hudební video vyšlo 31. října 2019, zhruba o týden. Druhý singl „Time Bomb“ byl vydán 15. listopadu 2019, stejně jako oznámení, že album ponese název New Empire, Vol.1.

## Seznam skladeb
| New Empire, Vol. 1 | New Empire, Vol. 1                    | New Empire, Vol. 1 |
| Pořadí             | Název                                 | Délka              |
| ------------------ | ------------------------------------- | ------------------ |
| 1.                 | „Time Bomb“                           | 3:37               |
| 2.                 | „Heart of a Champion“                 | 3:30               |
| 3.                 | „Already Dead“                        | 3:56               |
| 4.                 | „Empire“                              | 3:59               |
| 5.                 | „Killin' It“                          | 2:55               |
| 6.                 | „Enemy“                               | 3:11               |
| 7.                 | „Upside Down“ (feat. Kellin Quinn)    | 3:04               |
| 8.                 | „Second Chances“ (feat. Benji Madden) | 4:13               |
| 9.                 | „Nightmare“                           | 3:40               |
| Celková délka:     | Celková délka:                        | 32:09              |

## Tvůrci
Převzato z AllMusic.

#### Hollywood Undead
- Jorel "J-Dog" Decker – zpěv, kytary, baskytara, klávesy, programování
- Dylan "Funny Man" Alvarez - zpěv
- George "Johnny 3 Tears" Ragan - zpěv, basa
- Jordon "Charlie Scene" Terrell - zpěv, kytary
- Daniel "Danny" Murillo – zpěv, klávesy, programování, kytary, baskytara

#### Další hudebníci
- Kellin Quinn z Sleeping with Sirens – hostující zpěv v 7. skladbě
- Benji Madden z Good Charlotte – hostující zpěv v 8. skladbě
- Joey Sturgis - kytara v 8. skladbě
- Luke Holland – bicí ve skladbě 1-4, 6-8

#### Další tvůrci
- Matt Good – produkce, mastering, mixování, text
- Ian Dietrich, Chris Nilsson and Andrew Purcell – management
- Darren Craig – výtvarný směr
- Randall Leddy – úprava